# Café Stecker

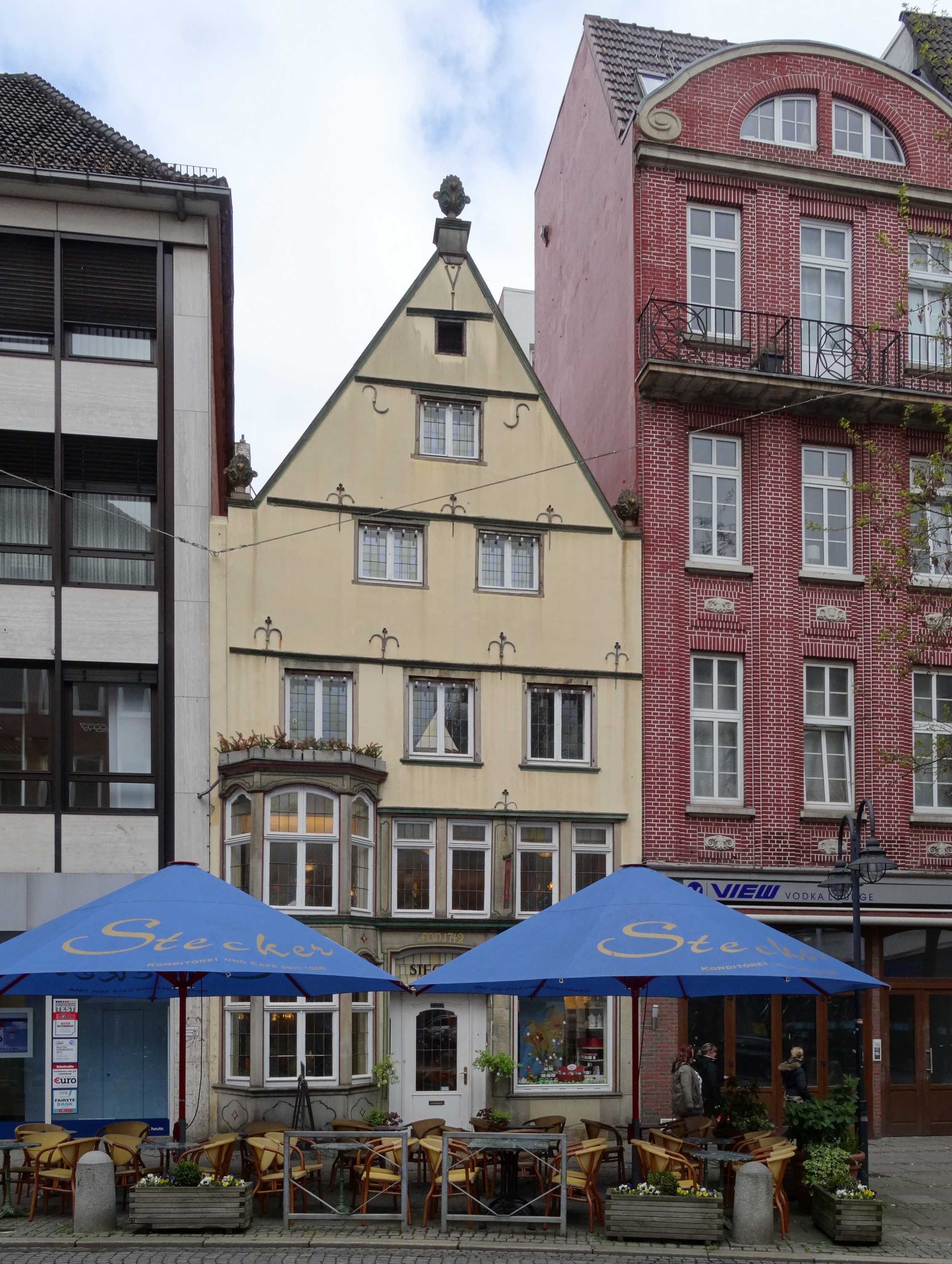
Café Stecker

Das Café Stecker in Bremen - Mitte, Knochenhauerstraße 14, wurde als Wohn- und Geschäftshaus 1551/1600 gebaut.
Das Gebäude steht seit 1973 unter Bremer Denkmalschutz.

## Geschichte
Das viergeschossige, verputzte Giebelhaus wurde um 1551/1600 in der Zeit der Renaissance erbaut und 1742 mit einer Rokoko-Fassade versehen. Linksseitig wurde eine zweigeschossige Utlucht angebaut.
1824 war der Freischlachter J. A. Koch Besitzer des Hauses und um 1914 der Fleischermeister J.F.H. Steuber. 
1908 richtete die Familie Stecker (Wilhelm Stecker und seine Ehefrau Karoline) in der Hansastraße eine Café-Konditorei ein, die 1944 zerbombt wurde. Hans Wilhelm Stecker und seine Frau Ruth eröffneten das Café Stecker im Haus Knochenhauerstr. 14 im Jahre 1948 neu. Sie erwarben 1953 das Haus und bauten es aus. Bis 2000 blieb der Betrieb in den Händen der Familie Stecker.
In dem 2007 renovierten Gebäude befinden sich unverändert (2014) die nunmehr von Bernard Timphus betriebene Konditorei Stecker, eine Dienstleistungsfirma sowie Wohnungen in den Obergeschossen.